# Birgitte Christine Kaas
Birgitte Christine Kaas, även Birgitte Christine Huitfelt, född 2 oktober 1682 i Onsøy, död 14 augusti 1761, var en norsk psalmförfattare och psalmöversättare. Hon är särskilt känd för Nogle aandelige Psalmer, Oversatte af det Tydske Sprog paa Dansk av den, Som inderlig begiærer at have udi sit Hierte Bestandig Christi Kierlighet (1734). I denna finns bland annat Sørg, o kjære Fader, du och Jesus Krist, du gav mig livet. Hon är representerad i danska Psalmebog for Kirke og Hjem. Hon var sedan 19 års ålder gift med generalen Hartvig J. Huitfelt (1677 —1748).